# Lújar
Lújar è un comune spagnolo di 512 abitanti situato nella comunità autonoma dell'Andalusia.